# Amphilophus chancho
Amphilophus chancho és una espècie de peix de la família dels cíclids i de l'ordre dels perciformes. Poden assolir fins a 24,2 cm de longitud total.
Es troba a l'Amèrica Central: Nicaragua.